# Neil Gehrels
Neil Gehrels (Lake Geneva, 3 de outubro de 1952 - 6 de fevereiro de 2017) foi um astrônomo estadunidense, especializado em astronomia de raios gama.

## Condecorações
- 2007 Prêmio Bruno Rossi
- 2008 membro da Academia de Artes e Ciências dos Estados Unidos
- 2009 Medalha Henry Draper